# Иоанн (Раич)
Архимандрит Иоанн (в миру Йо́ван Ра́ич, серб. Јован Рајић; 21 сентября 1726, Сремски-Карловци — 22 декабря 1801, Ковиль) — сербский писатель и историк.

## Биография
Родился в селении Сремски-Карловци, учился в иезуитской гимназии в Коморане, затем в протестантской в Шопроне и наконец в 1752—1756 годах изучал богословие в Киево-Могилянской академии. Затем некоторое время преподавал в Сремски-Карловцах и Нови-Саде, а в 1772 году принял постриг в Ковильском монастыре, где в дальнейшем стал архимандритом и провёл остаток жизни за сочинением литературных и исторических трудов. Писал на множестве языков, включая русский, немецкий, венгерский, церковнославянский и латынь.
Раичу принадлежат, в частности, труд «История разных словенских народов, преимущественно болгар, хорватов и сербов, из тьмы забвения изъятая» (Исторія разныхъ славенскихъ народовъ, наипаче болгаръ, хорватовъ и сербовъ, изъ тмы забвенія изятая), изданная в Вене в 1794—1795 годах, и поэма «Битва змея с орлом» (Бој змаја с орлови), посвящённая войне России и Австрии с турками.
Среди его именитых учеников Стефан Вуяновский.

## Примечания

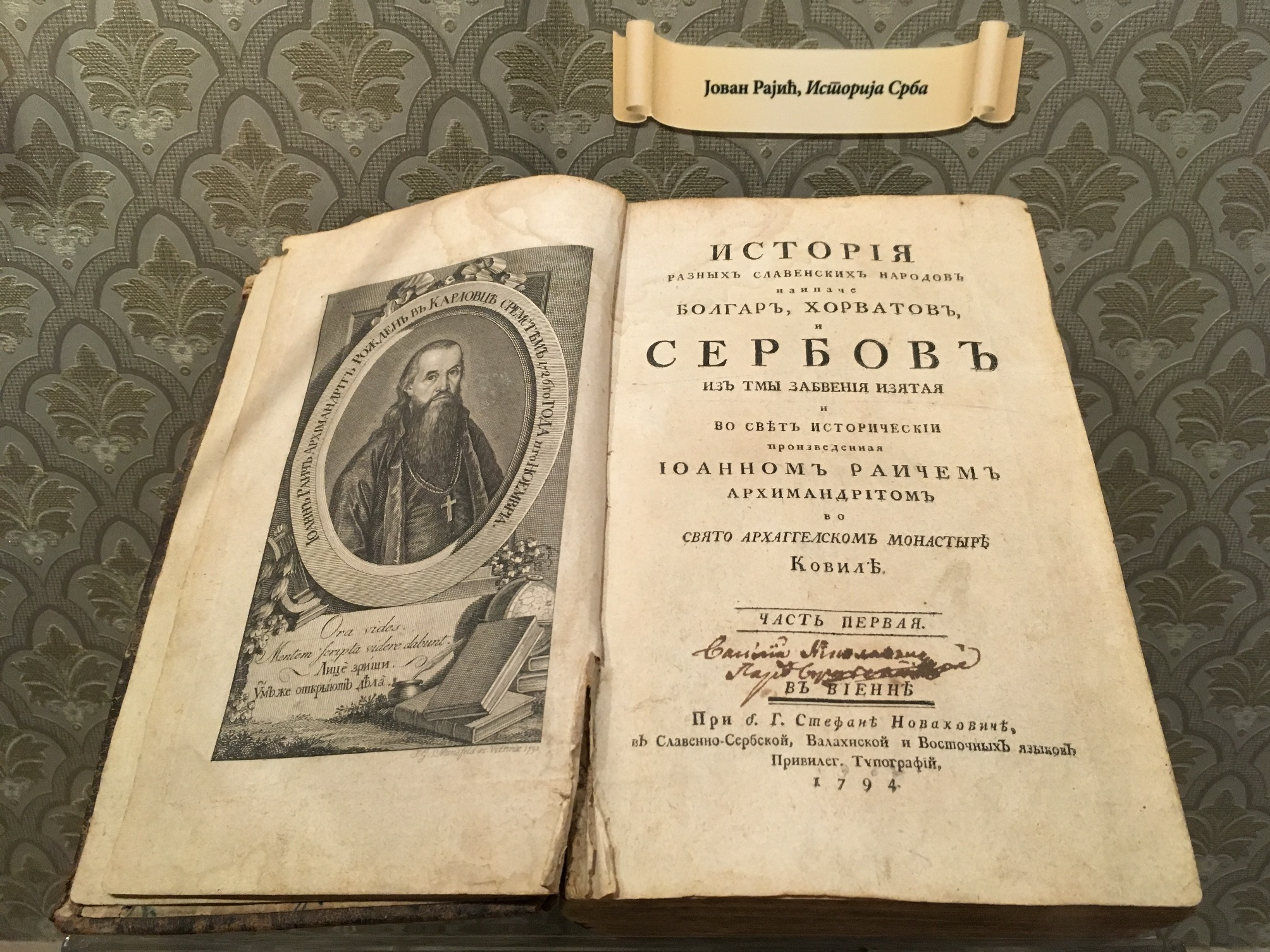
История различных славянских народов, особенно болгар, хорватов и сербов Иоанна Раича, Музей Вука и Доситея